# Christian Friedrich Freyer
Christian Friedrich Freyer (25 de agosto de 1794, Wassertrüdingen - 11 de noviembre de 1885 Augsburgo) fue un entomólogo alemán interesado principalmente en los lepidópteros.
Freyer fue el autor de Beitrage zur Geschichte europaischer Schmetterlinge mit Abbildungen nach der Natur. Rieger Nuremberg 166 p., 48 pls. (1829). Sus colecciones se encuentran en el Museo Senckenberg de Historia Natural.